# 岡本昭彦
岡本 昭彦（おかもと あきひこ、1966年〈昭和41年〉12月23日 - ）は、日本の実業家、芸能プロモーター。吉本興業ホールディングス株式会社代表取締役社長。

## 経歴

### 生い立ち
奈良市富雄の団地で生まれる。幼少期は母の内職であった筆ペンづくりを手伝う。6歳下に弟がいる。週末、難波まで馬券を買いに行く父に連れられ、大阪球場で南海ホークスの試合を見るのが楽しみだったという。

### 学生時代
中学は野球部に入り、3年で外野手のレギュラーとなる。中学卒業後、奈良県立西の京高等学校に入学。高校でも野球部に入学し、投手に転向。2年生で背番号１を背負う。教師から入学推薦の声がかかり、天理大学外国語学部への進学を決める。学科はインドネシア学科。大学ではアメリカンフットボール部に入り、ポジションはクオーターバック（QB）。中心選手であった4年生がけがをしたため、1年生のうちから試合に出ていた。学生時代は、母もパートで働いていた大阪うどん屋の「ふる里」で3年生から卒業するまで働く。1991年に天理大学外国語学部を卒業。

### 吉本興業へ
1991年、吉本興業に入社。吉本を受けたきっかけは、大学で「7年目に通うつもりだった」が「親が激怒した」ため、「親が企業名を知っている、絶対受からない有名企業」を受験し、不合格になることで親を説得するつもりだったが、その吉本に合格してしまったため、大学を卒業し、就職をした。その時の心境を「わっちゃー。これはちょっとまずいな」とおもったと語っている
1年目は吉本新喜劇の担当になりなんばグランド花月に毎日出勤する。チャーリー浜 、池乃めだか等と共に1週間単位で劇場公演の台本を調整しながら、土曜日のテレビ収録、日曜日の楽日に向け舞台を練り上げる。
- ダウンタウンのマネージャーなど歴任
- 2015年吉本興業専務取締役
- 2016年吉本興業副社長
- 2019年吉本興業社長[4]。

## 吉本興業の理念についての言及
2020年12月、岡本は日経ビジネスのインタビューで、吉本興業の理念について、下記の様に述べている。

### 劇場への思い
岡本は日経ビジネスのインタビューで、吉本興業のビジネスについて「劇場が根幹」としている。コロナ禍による影響でテレビの収録が一時的に出来なくなったことなどから、108年の会社の歴史で「唯一不変なのが、劇場とタレントマネージメント」と述べた。
岡本はYouTubeなどのネットメディアの勃興を認めつつも「タレントを生むのは劇場」としている。ネットメディアとの違いについて、ネットメディアは「1人でできる」が、劇場は「1人ではできない」として「お笑いというエンターテイメントを目指す人たちに、吉本興業の存在意義はある」として、劇場を基盤としたエンターテイメントが吉本の役割という考えを明らかにした。
また、コロナ禍による影響を受けた2020年3月からの劇場閉鎖に関して「戦争中でも開けていた」と、一時閉鎖することへの悔しさを述べている。
さらに、2022年12月の東洋経済のインタビューで、劇場について「100年の歴史で不変のビジネス」として劇場と芸人マネージメントを挙げている。テレビやラジオの仕事は増えるが「コロナ禍があって劇網の収益の大きさを改めて思い知らされた」として「今の芸人と話しても、とにかく劇場の出番を（中略）という話がよく出てくる」としている。
今後の劇場運営については、数を増やすよりも「東京にNGKのような劇場を持ちたい」「NGKの客席は900席弱だが、それと同規模で毎日開催できる劇場を持ちたい」としている。

### 反社会組織への対応
2019年、所属タレントが反社会勢力から直接仕事を受けていた騒動に対して、「反社との関わりを断つことを徹底してすすめてきた」が、直営業は「会社として把握できなかった」と反省の弁を述べた。騒動をうけて、直営業には報告の義務を作るなど対応を進めてきたとして、違反した場合は、弁護士を含めた「コンプライアンス委員会などで判断してもらう」としている。

### マネジメントの明確化
2020年日経ビジネスのインタビューにて、岡本は直営業騒動は吉本興業のタレントマネジメントがずさんであったことを認め、騒動後の仕事の明確化について下記のように述べている。
事前申請制度
直接仕事の話がきた際は、必ず会社に申請報告をする。5万円以上のやり取りは会社を通して本人へ支払い。また、タレントを守るためにチラシの掲載など、ケースによっては会社を通す判断をする。
タレントと会社の書面契約
①所属覚書②専属マネジメント③専属エージェントの3種類に分け書面化。①の所属覚書は、吉本所属タレントとしてコンプライアンスを順守して活動する契約であり、全体の9割を占める。
ギャラの支払いについて
テレビのギャラの支払いについて岡本は以前より折半であると述べ、一定額以上の場合はタレントが6で会社が4ということもあったと話す。岡本は「今までテレビから頂く金額をタレントに特段明示していなかったことで搾取されていると誤解されてしまった」と話している。

## 吉本興業の今後についての言及
2022年4月19日のNHK『おはBIZ』の「メタバース“お笑い”で市場開拓」のインタビューで、メタバースに関して岡本は「コロナ禍でなかなか人の行き来が元通りになりきらない中で、より多くの人に喜んでもらえる環境が生まれたと捉えればばそれにトライしていく」とメタバース上でのエンターテイメント開拓に意欲を見せた。さらに「時代時代で新しいメディアのプラットフォームが生まれていく中で、何がお客様に求められているかを僕らみんなで勉強していく」と述べている。
2022年8月8日、ABCラジオ番組「ラジオパーソナリティ帝王への道。兵動大樹の十番勝負その8」に出演。第7世代の若手芸人達と共に食事をしたエピソードにて「もちろんテレビに出たい、ラジオを頑張りたいもあるんですけど、みんな全員が『劇場』というんですよ。」と若手芸人の劇場に対する考え方を話し、「かつてテレビ出演などを第1に考えていた芸人とは違う。」と述べた。さらに「これは考えをはっきり変えないとダメだ。もう（時代は）違うぞ。」と劇場について述べる。
2022年12月17日の東洋経済では、BS吉本やYOUTUBE配信など、地上波以外のコンテンツについて「FANY」ブランドに統一したとしている。理由として「会社のオープンプラットフォーム戦略」の一環で、共通IDによる課金システムなどを整える。あえて「吉本」をつかわなかったことを岡本は「よしもと〇〇にすると既存の価値観で考え発想が閉じてしまう」ためとした。同記事で将来的に「メタバースでの事業展開を目指すFANY Xを設立(中略）、アバターエージェント事業やぶたいなどの空間提供な各種開発を手掛ける」としている。

## エピソード

### 学生時代
学生時代は、アメリカンフットボール部で、クォーターバックをしていた

### 新入社員時代
木村祐一のマネージャーを務めていたが、木村のやっているバンドのスタジオを抑えたものの、ほかのメンバーの予定を抑えるのを忘れ、当日、メンバーが5人中3人しか来なかった。これに対して、木村から激怒され、それを岡本は「大人が大人にこんなに怒るんや」と思ったと語っている。「それで鍛えられた。今考えればむちゃくちゃありがたい」と述べている。

### ダウンタウンマネージャー時代
1993年に、ダウンタウンのマネージャーとなる。ダウンタウンのマネージャー時代には『ダウンタウンのガキの使いやあらへんで』などのバラエティ番組にブリーフ一丁で猫を抱いた奇妙な格好で出演し、逆バンジー企画に挑むなどの芸人顔負けなキャラクターを発揮する事もあった。その後、今田耕司、東野幸治、130R（蔵野孝洋・板尾創路）、木村祐一らも担当。芸人の仕事を整理するデスク業務の経験のほか、マネージャーや番組制作の仕事が長い。

### チーフプロデューサー時代
吉本興業の東京制作部でチーフプロデューサー及び吉本興業所属の若手お笑い芸人のDVDを独占的に製作･発売する株式会社アール・アンド・シー（R and C Ltd.）の取締役就任。

### 社長時代
社長就任前後に闇営業問題が発覚した。この事件の対応に対して岡本は「あの1件がとんでもない筋トレ」になったと語っている。その際、大物タレントから「劇場を大切にしなさい」「若い子をきちんとみてやってくれ」というアドバイスをもらい、第6世代などの若手と食事を介しながら話を聞いた。その際、若手から「テレビよりも劇場に出たい」という声を多く聞いた。そのことについて岡本は「驚き」だったとしている。当時「テレビ出演が第一」を考えていた岡本は「社長としての筋トレの仕方を変えないとだめだ」と悟ったと述べている。

## 闇営業騒動
2019年7月20日、週刊誌が報じた闇営業騒動を受け、同年同月22日に都内で会見を開いた。会見は5時間30分にも及んだ。自身の進退については、辞任する意向は述べず、「50%の減俸を1年間続けることとします」と明かし、また会長の大﨑洋も本人からの申し出で同じく50%の減俸を1年間続けると発表した。

### 伝説の1日におけるいじりネタとしての昇華
2022年4月1日の吉本興業創業110周年特別公演「伝説の1日」に岡本が舞台上に登壇すると、会場から歓声が上がった。明石家さんまは「どこで人気出たん」と驚いた。さらに中川家が会見のトークを再現。そのあと岡本が「えー、本日は、えー」と言葉を詰まらせながらしゃべると、明石家さんまが「変わらへんのか!」、西川きよしが「変わらないじゃないですか!」とツッコむなど、会見での岡本の喋りがネタとして昇華している。

## 主な作品

### 過去の担当番組
- 明石家さんちゃんねる（TBS）‐ プロデューサー
- 赤ちゃん金ちゃんしゃべる部屋（フジテレビ）‐ プロデューサー
- 明日があるさ（日本テレビ）‐ プロデュース
- ASAYAN（テレビ東京）‐ プロデューサー
- 今田耕司のシブヤ系うらりんご（フジテレビ）‐ アシスタントプロデューサー
- うっひゃ～!!はなさかロンドンブーツ（フジテレビ）‐ プロデューサー
- Oh!黄金サービス（フジテレビ）‐ アシスタントプロデューサー
- かざあなダウンタウン（テレビ朝日）‐ アシスタントプロデューサー
- キングオブコント（TBS） - プロデューサー
- 芸能人格付けチェック（朝日放送）‐ プロデューサー
- コント1000本ノック（フジテレビ）‐ プロデューサー
- 史上空前!! 笑いの祭典 ザ・ドリームマッチ（TBS）‐ プロデューサー
- スキヤキ!!ロンドンブーツ大作戦（テレビ東京）‐ プロデューサー
- ダウンタウンがキャスターやりますスペシャル（テレビ朝日）‐ プロデューサー
- ダウンタウンのごっつええ感じ（フジテレビ）‐ アシスタントプロデューサー→2001年の復活版ではプロデューサー
- ダウンタウン・セブン（毎日放送）‐ プロデューサー
- ダウンタウンDX（読売テレビ）- プロデューサー
- 弾丸!ヒーローズ（朝日放送）‐ プロデューサー
- 人気者でいこう!（朝日放送）- プロデューサー
- 働くおっさん人形（フジテレビ）‐ プロデューサー
- HAMASHO（読売テレビ）- プロデューサー
- 人志松本のすべらない話（フジテレビ）- チーフプロデューサー
- 一人ごっつ（フジテレビ）‐ プロデューサー
- フジリコ（読売テレビ）‐ プロデューサー
- 冒冒グラフ（フジテレビ）‐ アシスタントプロデューサー
- マシューTV（テレビ朝日）‐ チーフプロデューサー
- 松紳（日本テレビ）- プロデューサー
- モーニングビッグ対談（フジテレビ）‐ プロデューサー
- やりにげコージー（テレビ東京）- プロデューサー
- 乱歩R（読売テレビ）‐ 企画
- リンカーン（TBS）‐ プロデューサー
- わらいのじかん（テレビ朝日）- プロデューサー
- わらいのじかん2（テレビ朝日）‐ プロデューサー

### 映像作品
- VISUALBUM

### CM
- 玉姫殿